# Pierre Renoir
Pierre Renoir (Paris, 21 de março de 1885 - Paris, 11 de março de 1952) foi um ator de teatro e de cinema francês. Ele era filho do pintor impressionista Pierre-Auguste Renoir e irmão mais velho do diretor de cinema Jean Renoir. Ele também é conhecido por ser o primeiro ator a interpretar o personagem de Georges Simenon, Inspetor Jules Maigret. 

## Vida e carreira
Pierre Renoir nasceu em 21 de março de 1885 em Paris, na 18 rue Houdon, a cerca de cem metros da praça Pigalle, filho do pintor Pierre-Auguste Renoir e Aline Charigot.
Por seu papel mais lembrado, como Jėricho, o trapaceiro em Filhos do Paraíso (Les Enfants du Paradis, 1945), ele foi escalado para substituir o colaborador Robert Le Vigan; as cenas de Jėricho tiveram que ser filmadas depois que Le Vigan fugiu. Renoir foi brevemente o diretor do Théâtre de l'Athénée em Paris, assumindo o cargo após a morte de Louis Jouvet em 1951. O filho de Pierre Renoir era o diretor de fotografia Claude Renoir (1913–1993) — não deve ser confundido com o irmão de Pierre, Claude Renoir, conhecido como 'Coco' (1901–69).

## Filmografia selecionada
- La Digue (1911)
- O redemoinho do destino (1925)
- Morgane, a Feiticeira (1928)
- A agonia das águias (1933)
- Madame Bovary (1934)
- A Cidadela do Silêncio (1937)
- A Marselhesa (1938)
- Mollenard (1938)
- O caso Lafarge (1938)
- O Patriota (1938)
- Coluna pessoal (1939)
- Recifes de Coral (1939)
- Serge Panine (1939)
- O Pavilhão Queima (1941)
- O trunfo (1942)
- Viagem leve (1944)
- Mistério de São Val (1945)
- Les Enfants du paradis (1945)
- Missão Especial (1946)
- O Capitão (1946)
- A Fazenda dos Sete Pecados (1949)
- O Furão (1950)
- Dr. Knock (1951)
- Julgamento de Deus (1952)